# Middenbalinees
Middenbalinees is een diglossievariant van het Balinees, een Bali-Sasaktaal gesproken in Indonesië. Deze vorm wordt gebruikt om te spreken tegen personen met wie men beleefde omgangsvormen verkiest; dit kunnen ook vreemden zijn.

## Classificatie
- Austronesische talen
  - Malayo-Polynesische talen
    - Bali-Sasaktalen
      - Balinees
        - Middenbalinees

Hooglandbalinees · Laaglandbalinees · Middenbalinees · Nusa Penida
Balinees · Sasak · Soembawarees